# Johann Voldemar Jannsen
Johann Voldemar Jannsen (Vana-Vändra, Estònia 16 de maig del 1819 – Tartu, 13 de juliol del 1890) va ser un periodista i poeta estonià. Fou autor de la lletra de l'himne nacional estonià Mu isamaa, mu õnn ja rõõm (La Meva Terra Nativa, El Meu Orgull i Alegria), i va ser el pare de la poetessa Lydia Koidula. Com a director de la societat coral que organitzà el primer "Festival Nacional de Cançó" (Tartu, 1869), Jannsen va tenir un paper crucial en el Despertar Nacional Estonià..